# Myiopagis
A Myiopagis a madarak (Aves) osztályának verébalakúak (Passeriformes) rendjébe és a királygébicsfélék (Tyrannidae) családjába tartozó nem.

## Rendszerezésük
A nemet Osbert Salvin és Frederick DuCane Godman írták le 1888-ban, az alábbi fajok tartoznak ide:
- Myiopagis parambae[1] vagy Myiopagis caniceps parambae[2]
- Myiopagis olallai
- Myiopagis cinerea[1] vagy Myiopagis caniceps cinerea[2]
- szürke elénia (Myiopagis caniceps)
- Myiopagis gaimardii
- Myiopagis subplacens
- Myiopagis flavivertex
- Myiopagis minima[1] vagy Myiopagis viridicata minima[2]
- zöld elénia (Myiopagis viridicata)
- jamaicai elénia (Myiopagis cotta)

## Előfordulásuk
Amerika területén honosak. A természetes élőhelyük szubtrópusi és trópusi erdők és cserjések.

## Megjelenésük
Testhosszuk 12,5-13,5 centiméter körüli.